# Tallé (Boudry)
Pour les articles homonymes, voir Tallé.
Tallé est une commune rurale située dans le département de Boudry de la province du Ganzourgou dans la région du Plateau-Central au Burkina Faso.

## Santé et éducation
Le centre de soins le plus proche de Tallé est le centre de santé et de promotion sociale (CSPS) de Tanwaka tandis que le centre médical avec antenne chirurgicale (CMA) le plus proche se trouve à Zorgho.